# Aṣa (album)
Pour les articles homonymes, voir Asa.
Albums de Aṣa
Live in Paris
(2009)
Aṣa est le premier album de la chanteuse nigériane Aṣa, sorti en 2007.
Cet album a été récompensé du Prix Constantin en 2008.

## Liste des chansons jailer
| No  | Titre                | Auteur | Durée |
| --- | -------------------- | ------ | ----- |
| 1.  | Jailer               |        |       |
| 2.  | 360°                 |        |       |
| 3.  | Bibanke              |        |       |
| 4.  | Subway               |        |       |
| 5.  | Fire on the Mountain |        |       |
| 6.  | Eye Adaba            |        |       |
| 7.  | No One Knows         |        |       |
| 8.  | Awe                  |        |       |
| 9.  | Peace                |        |       |
| 10. | So Beautiful         |        |       |
| 11. | Iba                  |        |       |

## Singles
- 2007 : Fire on the Mountain
- 2008 : Jailer